# Lawrence Taylor
Lawrence Julius Taylor (Williamsburg, 4 febbraio 1959) è un ex giocatore di football americano statunitense soprannominato "L.T.", membro della Pro Football Hall of Fame.
Taylor ha giocato tutta la carriera professionistica come linebacker per i New York Giants nella National Football League (NFL). È considerato uno dei più grandi giocatori della storia del football ed è stato classificato come il miglior difensore della storia della lega da giocatori, allenatori, membri dei media e numerose testate online come NFL Network e Sporting News.
Dopo una carriera da All-American a North Carolina (UNC) (1978–1981), Taylor fu scelto nel draft dai Giants come seconda scelta assoluta del Draft 1981. Dopo una controversia sulla firma del contratto a causa delle richieste di Taylor, le due parti si accordarono velocemente. Lawrence vinse diversi premi riservati ai giocatori della difesa nella sua stagione da rookie. Tra gli anni 80 e l'inizio degli anni 90, Taylor fu una forza distruttiva come outside linebacker e a lui sono accreditati il cambiamento degli schemi nella pass rushing, dei giochi della linea offensiva e delle formazioni offensive usate nella NFL. Taylor ebbe stagioni in doppia cifra per quanto riguardava il numero di sack in ogni stagione dal 1984 al 1990, compreso un record di 20,5 nel 1986. Vinse per tre volte (un record condiviso con J.J. Watt e con Aaron Donald ) il premio di miglior giocatore difensivo della lega e fu nominato MVP della NFL per queste sue prestazioni nel 1986. Fu inserito nella formazione ideale in ognuna delle sue prime nove stagione e fu un membro chiave della difesa dei Giants, soprannominata "The Big Blue Wrecking Crew", che guidò New York alle vittorie nei Super Bowl XXI e XXV. Durante gli anni 80 Taylor, coi suoi compagni linebacker Carl Banks, Gary Reasons e l'Hall of Famer Harry Carson diedero al reparto di linebacker dei Giants la fama di uno dei migliori della lega.
Taylor ebbe uno stile di vita controverso, durante e dopo la sua carriera professionistica. Egli ammise di aver fatto uso di droghe come la cocaina nel secondo anno nella NFL e fu sospeso diverse volte dalla lega per aver fallito dei test anti-droga. Il suo abuso di droga aumentò dopo il ritiro, venendo arrestato tre volte per detenzione di sostanze stupefacenti. Dal 1998 al 2009, Taylor visse una vita sobria e senza droghe. Egli lavorò al commento tecnico di eventi sportivi e perseguì la carriera di attore. La sua condotta di vita fu sotto lo scrutinio dell'opinione pubblica nel 2011 quando fu giudicato colpevole di condotta sconveniente nei confronti di una sedicenne.

## Carriera professionistica

### Primi anni (1981-1985)
Taylor fece il suo debutto nella NFL il 6 settembre 1981, in una sconfitta 24–10 contro i Philadelphia Eagles. A parte una penalità subita per un colpo sul running back avversario Perry Harrington, Taylor disputò una gara anonima. In una gara contro i St. Louis Cardinals più avanti nella stagione, Taylor corse e mise a segno un sack sul quarterback quando invece avrebbe dovuto andare solo in copertura. Quando Parcells gli disse che quello non era il compito che gli era stato assegnato e che non faceva parte degli schemi della squadra: Taylor rispose "Bene, meglio che ce la mettiamo lunedì, perché questa giocata mi piace". Mise a segno 9,5 sack nel 1981 e la sua stagione da rookie è considerata una delle migliori della storia della NFL. Fu premiato come rookie difensivo dell'anno e come miglior difensore dell'anno della NFL, l'unico rookie della storia a vincere il premio di miglior giocatore offensivo o difensivo della stagione. L'arrivo di Taylor aiutò la difesa dei Giants a subire un numero complessivo di punti che passò dai 425 del 1980 ai 257 del 1981. La loro stagione terminò con un bilancio di 9–7, cinque vittorie in più della precedente, avanzando fino ai divisional playoff, dove persero 38–24 contro i futuri vincitori del Super Bowl, i San Francisco 49ers. La vittoria di San Francisco fu dovuta in parte alla nuova tattica dell'allenatore dei 49ers Bill Walsh utilizzata per rallentare Taylor. Walsh assegnò il compito alla offensive guard John Ayers, il miglior bloccatore della squadra, di fermare Taylor e, anche se questi mise comunque a segno un sack e 3 tackle, non fu efficace come precedenza In contrasto coi suoi successi in campo, Taylor sviluppò la reputazione dello spericolato fuori dal campo; dopo essere rimasto quasi ucciso a inizio stagione in un incidente stradale a causa dell'alta velocità, Young disse all'allenatore della squadra che sarebbe stato sorpreso se il linebacker fosse giunto ai trent'anni di età e i Giants assicurarono la vita di Taylor per due milioni di dollari.
La stagione 1982, accorciata a nove gare a causa di uno sciopero di giocatori, vide una delle giocate più memorabili della carriera di Taylor. Nella gara del Giorno del Ringraziamento trasmessa in diretta nazionale contro i Detroit Lions, le due quadre erano sul 6-6 all'inizio del quarto periodo, quando i Lions stavano avanzando nel territorio di New York. Il quarterback dei Lions Gary Danielson arretrò e lanciò il passaggio alla sua sinistra, verso le linee laterali. Taylor intercettò il passaggio e lo ritornò per 97 yard in touchdown. Quella giocata fu indicativa, per l'inusuale combinazione di Taylor, persino per un linebacker, di potenza e velocità. A fine anno fu nominato ancora difensore dell'anno ma con un record di 4-5 i Giants rimasero fuori dai playoff.
Dopo la stagione, Perkins divenne allenatore della University of Alabama e i Giants assunsero Parcells per sostituirlo. Negli anni a venire questo cambiamento si rivelò cruciale per i Giants e Taylor. Prima della stagione 1983, Taylor scioperò tre settimane per una disputa contrattuale.
Anche se Taylor mise a segno nove sack e fu inserito nella formazione ideale della stagione All-Pro per il terzo anno consecutivo nel 1983, i Giants faticarono. La squadra terminò con un record 3–12–1, con Parcells che ricevette grosse critiche da parte dei media. Taylor fu costretto a giocare inside per parte della stagione, una posizione dalla quale aveva meno possibilità di mettere a segno sack, quando Carson si infortunò. Frustrato dalle sconfitte, Taylor iniziò ad arrivare in ritardo agli allenamenti e a saltare le sedute fisiche della squadra. Dopo la stagione, Taylor fu conteso per i suoi servizi tra i Giants e i New Jersey Generals della United States Football League. A Taylor fu assegnato un milione di anticipo per un contratto di 25 anni dal proprietario dei Generals Donald Trump il 14 dicembre 1983, con la clausola che avrebbe iniziato a giocare nella USFL nel 1988. Taylor si pentì della decisione e meno di un mese dopo tentò di rinnegarla. Taylor il suo agente Mike Trope, che si era guadagnato il titolo di "Super Agente". Trope negoziò l'incontro con Trump personalmente e poi coi Giants, permettendo alla fine al giocatore di continuare a giocare coi Giants. Trump si fece restituire il milione di dollari con 10.000 dollari di interessi. Taylor firmò un nuovo contratto coi Giants di sei anni e del valore di 6,2 milioni di dollari.
I Giants si ripresero terminando con un record di 9-7 nel 1984. Nel mese di settembre mise a segno quattro sack. Nei playoff New York batté i Los Angeles Rams 16–13 ma perse 21–10 coi 49ers futuri campioni.
In contrasto con la stagione precedente, i Giants iniziarono la stagione 1985 con un certo ottimismo. La squadra terminò con un record di 10–6 e Taylor guidò una difesa che mise a segno 68 sack, il massimo della lega. Taylor ne fece registrare 13. Una delle giocate più famose della sua carriera avvenne in questa stagione. In un Monday Night Football contro i Washington Redskins, il sack di Taylor sul quarterback dei Redskins Joe Theismann inavvertitamente risultò in una frattura scomposta della gamba di Theismann. Dopo il sack, un affranto Taylor urlò ai paramedici di prendersi cura di Theismann. Anche se quel sack pose fine alla carriera di Theismann, questi non incolpò mai Taylor per l'infortunio. Taylor dice di non aver mai visto il video della giocata e di non aver intenzione di farlo. Nel primo turno di playoff, i Giants sconfissero i 49ers campioni in carica 17–3 ma persero ancora contro i futuri campioni, i Chicago Bears, per 21–0.

### Metà carriera e vittorie dei campionati (1986-1990)
Nel 1986, Taylor disputò una delle annate più di successo per un difensore nella storia della NFL. Guidò la lega con 20,5 sack e divenne solamente il secondo (e ultimo) difensore della storia ad essere premiato come MVP della NFL, il primo scelto all'unanimità. Fu anche nominato difensore dell'anno per la terza volta in carriera. I Giants terminarono la stagione regolare con un record di 14–2 e spazzarono via San Francisco e Washington con un punteggio complessivo di 66–3 nei playoff. Taylor apparve solo nella copertina di Sports Illustrated nella settimana precedente al Super Bowl XXI, con un avvertimento della rivista rivolto ai giocatori dei Denver Broncos riguardo a Taylor. I Giants superarono una partenza lenta nel Super Bowl XXI battendo Denver 39–20. Taylor mise a segno un tackle chiave che impedì un touchdown sulla goal line, fermando il quarterback dei Broncos John Elway mentre si stava avviando a segnare.
La vittoria del Super Bowl fu per Taylor l'apice di un inizio di carriera senza precedenti. Dopo sei anni era stato nominato rookie dell'anno (1981), difensore dell'anno un numero record di tre volte (1981, 1982, 1986), inserito nel First-team All-Pro sei volte, nominato MVP unanimemente e guidò la sua squadra alla vittoria del campionato (1986). Dopo quella vittoria, tuttavia, Taylor si sentì piuttosto svuotato, come lui stesso ebbe a dire:
I Giants sembrarono avere un futuro brillante dopo la vittoria del campionato del 1986 dal momento che erano una delle squadre più giovani della lega. Nella stagione successiva invece faticarono scendendo a un record di 6-9, nella stagione accorciata per sciopero del 1987. Taylor causò un conflitto nella spogliatoio quando ruppe il picchetto dopo le iniziali difficoltà della squadra. Spiegò la sua decisione dicendo "I Giants stanno perdendo. E io sto perdendo 60.000 dollari a settimana". Terminò la stagione guidando la squadra con 12 sack in 12 gare disputate ma saltò una gara per un infortunio al tendine del ginocchio, interrompendo la sua striscia di gare giocate consecutive a 106.
La squadra sembrò riprendersi nel 1988 ma la stagione iniziò con delle controversie riguardo Taylor, che fu trovato positivo alla cocaina e sospeso per 30 giorni dato che era alla sua seconda violazione delle regole anti-doping della lega. La prima era stata l'anno precedente ma non era stata resa pubblica all'epoca. I problemi fuori dal campo di Taylor stavano diventando sempre più una preoccupazione per tifosi e dirigenti. I Giants ebbero un record di 2-2 senza Taylor. Quando questi tornò continuò ad essere dominante, mettendo a segno 15,5 sack in 12 gare. In quella stagione vi fu un'altra celebre gara della sua carriera. In una cruciale gara di fine stagione coi New Orleans Saints, Taylor giocò con uno strappo a un muscolo pettorale e mise a segno 7 tackle, 3 sack e 2 fumble forzati. Le telecamere lo ripresero ripetutamente a bordo campo mentre era in preda alla sofferenza assistito dallo staff dei Giants. La squadra vinse 13–12 e in seguito Parcells descrisse la gara di Taylor come "la miglior prestazione che avesse mai visto." I Giants mancarono per un soffio i playoff malgrado un record di 10–6 perdendo il titolo di division per la classifica avulsa in favore degli Eagles mentre i Rams soffiarono loro una wild card.

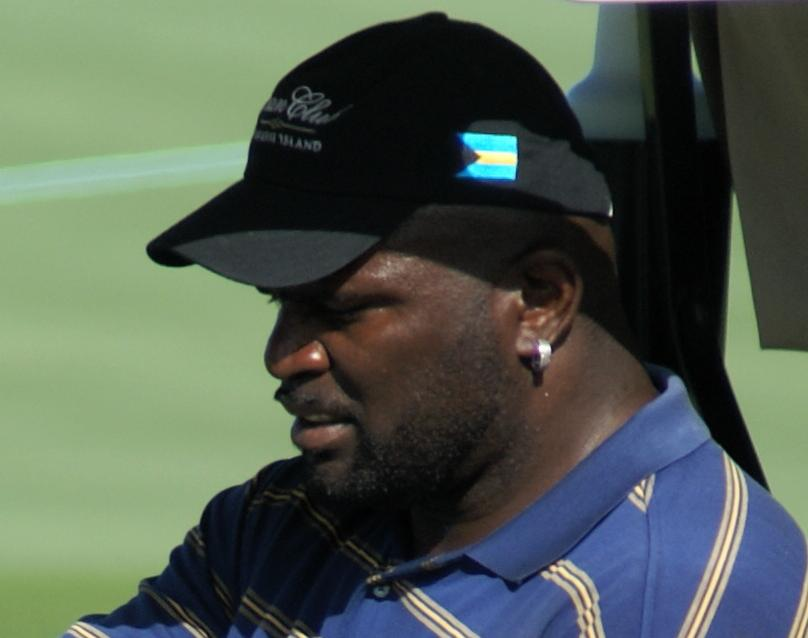
Taylor nel 2007.

Nel 1989, Taylor fece registrare 15 sack. Gran parte della stagione la disputò con una tibia fratturata, sofferta durante la settimana 12 contro i 49ers che lo costrinse a sedere nei secondi tempi in diverse partite. Malgrado i suoi problemi fuori dal campo, Taylor rimase popolare tra i suoi compagni di squadra e fu nominato co-capitano della difesa assieme a Carl Banks, in seguito al ritiro di Harry Carson. Il ritiro di Carson, ruppe il reparto dei linebacker dei Giants formato da Carson, Reasons, Banks e Taylor, soprannominato "Big Blue Wrecking Crew". La squadra terminò con un record di 12–4 qualificandosi per i playoff. In una eccitante gara, i Rams eliminarono i Giants 19–13 nel primo turno, malgrado due sack e un fumble forzato di Taylor.
Taylor scioperò prima della stagione 1990 chiedendo un contratto di 2 milioni di dollari l'anno. Le trattative si trascinarono fino a settembre e Taylor iniziò ad essere multato di 2.500 dollari al giorno. Firmò un contratto di tre anni e cinque milioni di dollari (che lo rese il difensore più pagato della lega) quattro giorni prima del debutto stagionale contro i Philadelphia Eagles. Malgrado la mancanza di allenamento, Taylor in quella gara fece registrare 3 sack e due fumble forzati. Mise a segno 10,5 e fu convocato per il decimo Pro Bowl in altrettanti anni di carriera, anche se per la prima volta non fu inserito nell'All-Pro team. I Giants vinsero le prime dieci gare e terminarono con un record di 13-3. Nei playoff batterono i Bears 31–3 e i 49ers nella finale della NFC per 15–13, grazie anche a un fumble chiave recuperato da Taylor. Nel Super Bowl XXV, i Giants incontrarono i Buffalo Bills e vinsero una delle edizioni più emozionanti della storia, 20-19, quella con il FG sbagliato di Scott Norwood.

### Ultimi anni e declino (1991-1993)
Dopo la stagione, Parcells, con cui Taylor aveva stabilito uno stretto rapporto, si ritirò, venendo sostituito da Ray Handley. Nel 1991 la produzione del giocatore iniziò a declinare. Per la prima volta in carriera non fu convocato peri il Pro Bowl dopo 11 anni nella lega. Taylor terminò con 7 sack in 14 gare e la difesa dei Giants, seppur ancora rispettabile, non era più tra le migliori della lega.
Taylor si riprese agli inizi di quelli che molti ritenevano sarebbe stato la sua ultima stagione, quella del 1992. In nove gare mise a segno 10 sack e Giants si trovarono su un record di 5-4. Una rottura del tendine d'Achille contro i Green Bay Packers il 7 novembre però, gli fece perdere tutte le ultime sette gare, con la squadra che ebbe un bilancio parziale di 1-6. Prima dell'infortunio, Taylor aveva saltato per problemi fisici solo quattro gare in tutta la carriera.
Taylor tornò nel 1993 eccitato dalla possibilità di giocare con un nuovo allenatore (Dan Reeves) e determinato a non concludere la carriera a causa di un infortunio. I Giants si ripresero terminando con un record di 11–5, Taylor mise a segno 6 sack e la squadra concesse meno punti di tutte le altre squadre della NFL. Nel primo turno di playoff batterono i Minnesota Vikings per 17-10. Il 15 gennaio 1994, in quella che fu l'ultima gara in carriera del giocatore, i Giants furono battuti 44–3 dai 49ers. Nella conferenza stampa che seguì la gara, Taylor annunciò il proprio ritiro.

## Palmarès

### Franchigia
- Super Bowl : 2

New York Giants: XXI, XXV
- National Football Conference Championship: 2

New York Giants: 1986, 1990

### Individuale
- MVP della NFL: 1

1986
- Miglior difensore dell'anno della NFL: 3 (record)

1981, 1982, 1986
- Convocazioni al Pro Bowl: 10

1981, 1982, 1983, 1984, 1985, 1986, 1987, 1988, 1989, 1990
- All-Pro: 10

1981, 1982, 1983, 1984, 1985, 1986, 1987, 1988, 1989, 1990
- Rookie difensivo dell'anno: 1981
- Bert Bell Award (1986)

- PFWA All-Rookie Team - 1981
- Formazione ideale del 75º anniversario della National Football League
- Formazione ideale del 100º anniversario della National Football League
- Formazione ideale della NFL degli anni 1980
- Club dei 100 sack
- Numero #56 ritirato dai New York Giants
- Ring of Honor dei New York Giants
- Pro Football Hall of Fame (Classe del 1999)
- Classificato al #3 tra i migliori cento giocatori di tutti i tempi da NFL.com

## Statistiche
| Anno   | Squadra         | P   | Sack  | Int | Yard | TD(int) | FR | Yard | TD(fumb) |
| ------ | --------------- | --- | ----- | --- | ---- | ------- | -- | ---- | -------- |
| 1981   | New York Giants | 16  | 9.5   | 1   | 1    | 0       | 1  | 4    | 0        |
| 1982   | New York Giants | 9   | 7.5   | 1   | 97t  | 1       | 0  | 0    | 0        |
| 1983   | New York Giants | 16  | 9     | 2   | 10   | 0       | 2  | 3    | 1        |
| 1984   | New York Giants | 16  | 11.5  | 1   | -1   | 0       | 0  | 0    | 0        |
| 1985   | New York Giants | 16  | 13    | 0   | 0    | 0       | 2  | 25   | 0        |
| 1986   | New York Giants | 16  | 20.5  | 0   | 0    | 0       | 0  | 0    | 0        |
| 1987   | New York Giants | 12  | 12    | 3   | 16   | 0       | 0  | 0    | 0        |
| 1988   | New York Giants | 12  | 15.5  | 0   | 0    | 0       | 1  | 0    | 0        |
| 1989   | New York Giants | 16  | 15    | 0   | 0    | 0       | 0  | 0    | 0        |
| 1990   | New York Giants | 16  | 10.5  | 1   | 11t  | 1       | 1  | 0    | 0        |
| 1991   | New York Giants | 14  | 7     | 0   | 0    | 0       | 2  | 0    | 0        |
| 1992   | New York Giants | 9   | 5     | 0   | 0    | 0       | 1  | 2    | 0        |
| 1993   | New York Giants | 16  | 6     | 0   | 0    | 0       | 1  | 0    | 0        |
| Totale |                 | 184 | 132.5 | 9   | 134  | 2       | 11 | 34   | 1        |

## Filmografia
- Waterboy (1998)regia di Frank Coraci
- Ogni maledetta domenica - Any Given Sunday (Any Given Sunday), regia di Oliver Stone (1999)
- Hell - Esplode la furia (In Hell), regia di Ringo Lam (2003)

## Doppiatori italiani
- Mario Bombardieri in Hell - Esplode la furia
- Roberto Stocchi in Ogni maledetta domenica